# Nádia Valaváni
Nádia Valaváni (grec moderne : Νάντια Βαλαβάνη, née le 16 août 1954 à Héraklion), est une économiste et femme politique grecque.

## Biographie
Aux élections législatives grecques de janvier 2015, elle est élue députée au Parlement grec sur la liste de la SYRIZA dans la deuxième circonscription d'Athènes.
Le 15 juillet 2015, elle démissionne de son poste de vice-ministre des Finances pour soutenir Unité Populaire, le parti nouvellement formé des membres les plus à gauche de SYRIZA, obtenant également le soutien de Yánis Varoufákis dans les élections anticipées de Septembre 2015. 